# Hemmesjö nya kyrka
Hemmesjö (nya) kyrka tillhör Hemmesjö-Furuby församling och ligger omkring en kilometer väster om Åryd i Växjö kommun.

## Kyrkobyggnaden
Befolkningstillväxen i  Hemmesjö och Tegnaby församlingar under 1700-talet aktualiserade behovet av större och rymligare kyrkor. I Hemmesjö undersöktes möjligheten att bygga ut den gamla medeltidskyrkan. 1781 utarbetades ett förslag på ombyggnad. Men det visade sig att kyrkan var i ett så bristfälligt skick att detta knappast var möjligt att genomföra. Situationen var inte bättre i Tegnaby där församlingen trängdes i en liten träkyrka. 1839 fattades till sist beslut om byggandet av en ny kyrka. Fyra år senare fastställdes genom Kunglig Majestät att de båda församlingarna skulle bygga en gemensam kyrka belägen i Billa by. 
Kyrkobyggnaden som är en korskyrka , uppfördes åren 1852–1854  i  historiserande blandstil efter ritningar av Johan Adolf Hawerman. Den är byggd i av sten, putsad och vitkalkad med tegelorneringar i fasaden. 1854 invigdes kyrkan  av biskop Christopher Isac Heurlin. Hemmesjö gamla kyrka övergavs och blev ödekyrka. Tegnaby medeltida träkyrka revs. 
Kyrkan består av långhus med nord-sydlig orientering. I norr är  koret med bakomliggande sakristia  belägna. I  söder reser sig  kyrktornet med sin  pyramidformade tornhuv. Korsarmar sträcker sig ut åt öster och väster. 
Interiören  präglas  av förändringar som skedde under 1900-talet. Korsarmarna skildes 1953 från långhuset  med  arkader. I västra korsarmen inreddes  ett kapell. 1996 försågs västra korsarmen med en glasvägg mot kyrkorummet.

## Inventarier
- Altartavla målad av konstnären Ludvig Frid 1903. Den är en kopia av Carl Blochs  målning i Hörups kyrka med motiv: ”Christus Consolator”. Tavlan omges av en  altaruppställning från samma år. Denna försågs 1956  med utförda fresker på plattor av David Ralson. Överstycket kröns av två förgyllda änglar hållande i en korsglob.
- Medaljongmålningar över dörrarna till sakristian utförda 1903 av Ludvig Frid med motiv:”Herdarnas tillbedjan ”och” Jesu dop”.
- Altarringen är halvcirkelformad med förgyllda emblem i speglarna.
- Predikstol , rundformad i empirestil prydd med symboler.
- Dopfunt i sandsten.
- Bänkinredning försedd med dörrar utmed gångarna.

### Inventarier i sidokapellet
- Fristående altare med altarkors i glas.
- Bonad föreställande Jungfru Maria
- Dopställ med dopskål
- Stolsinredning
- Orgel

## Bildgalleri

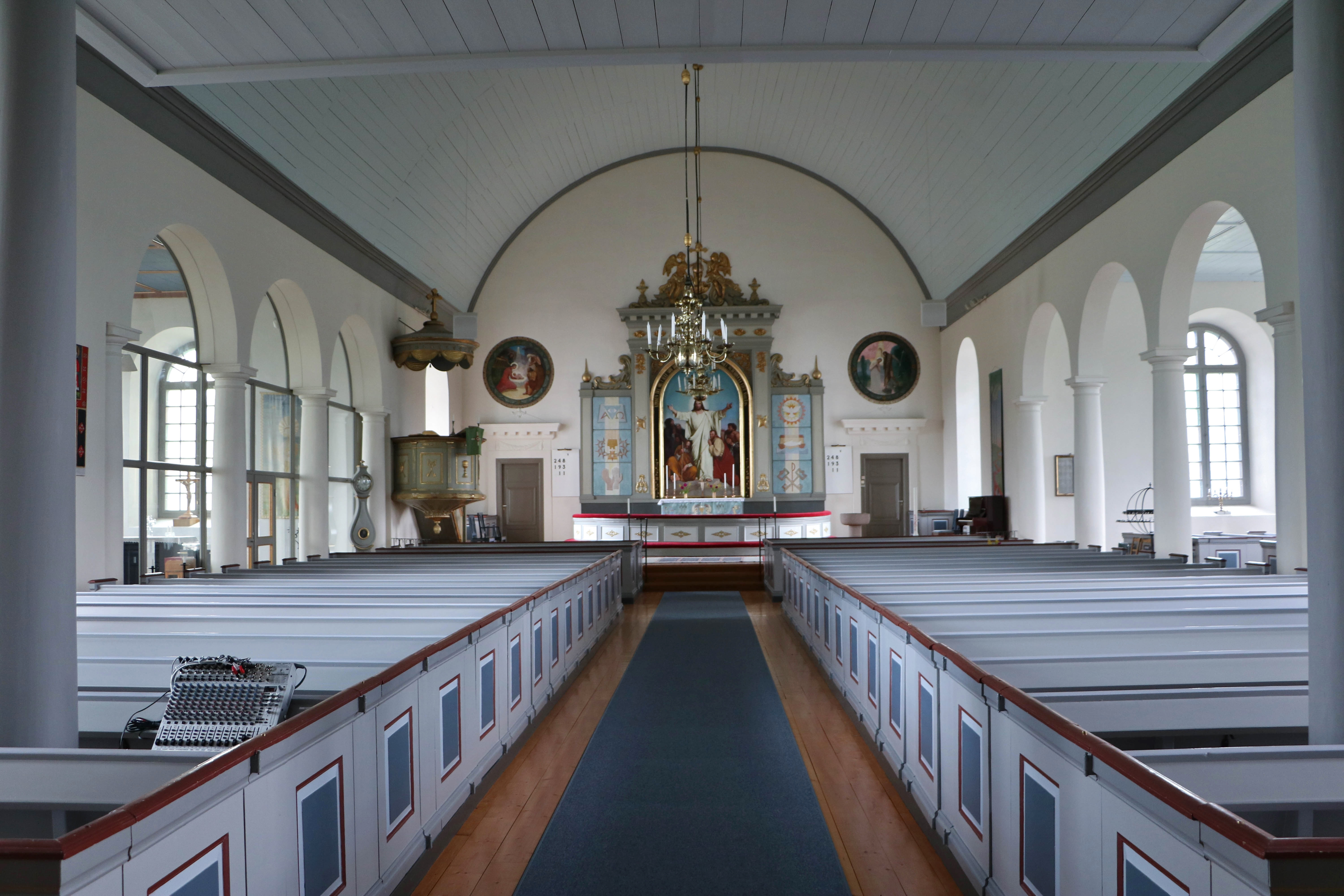
Interiör mot norr
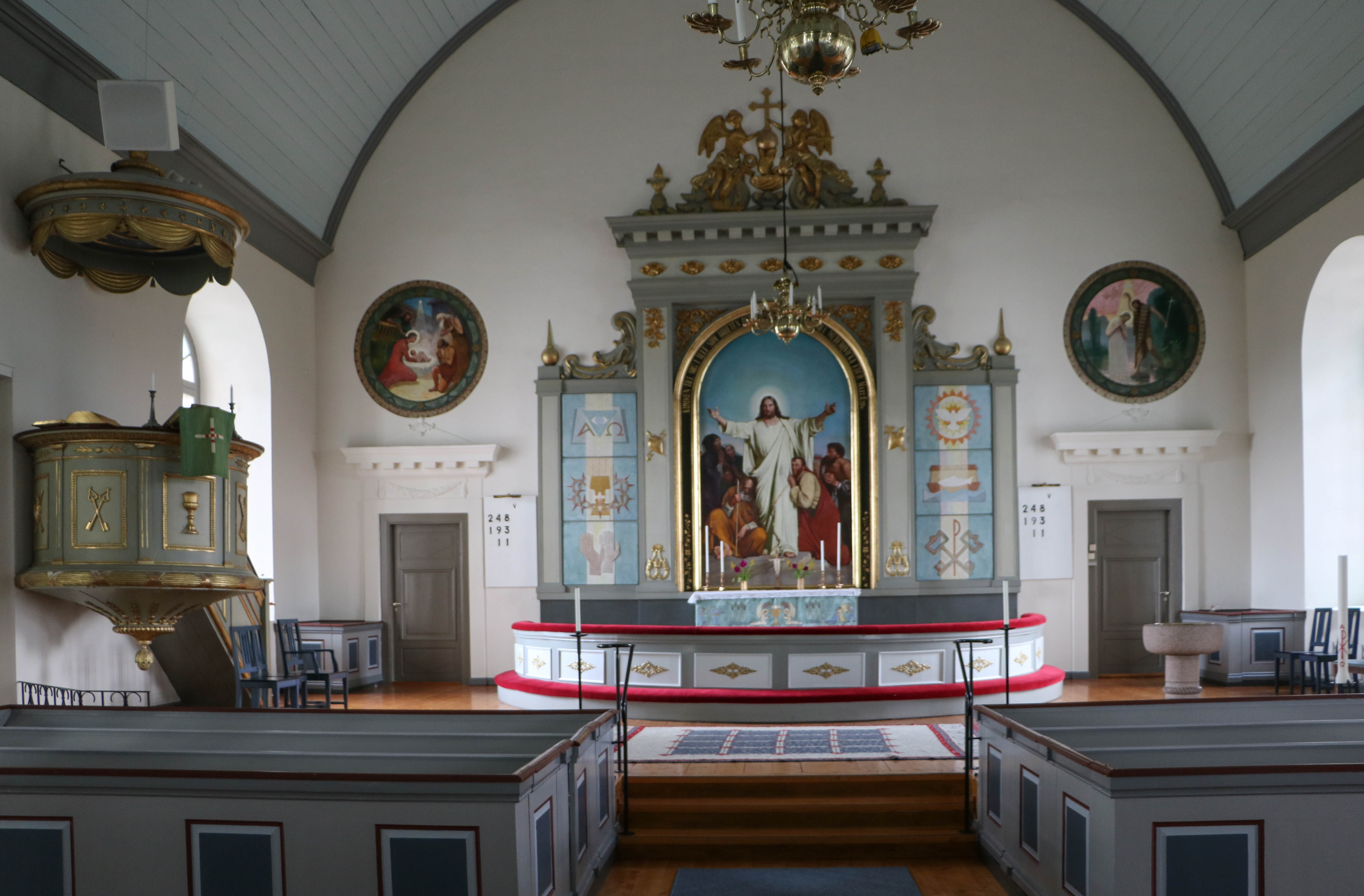
Koret
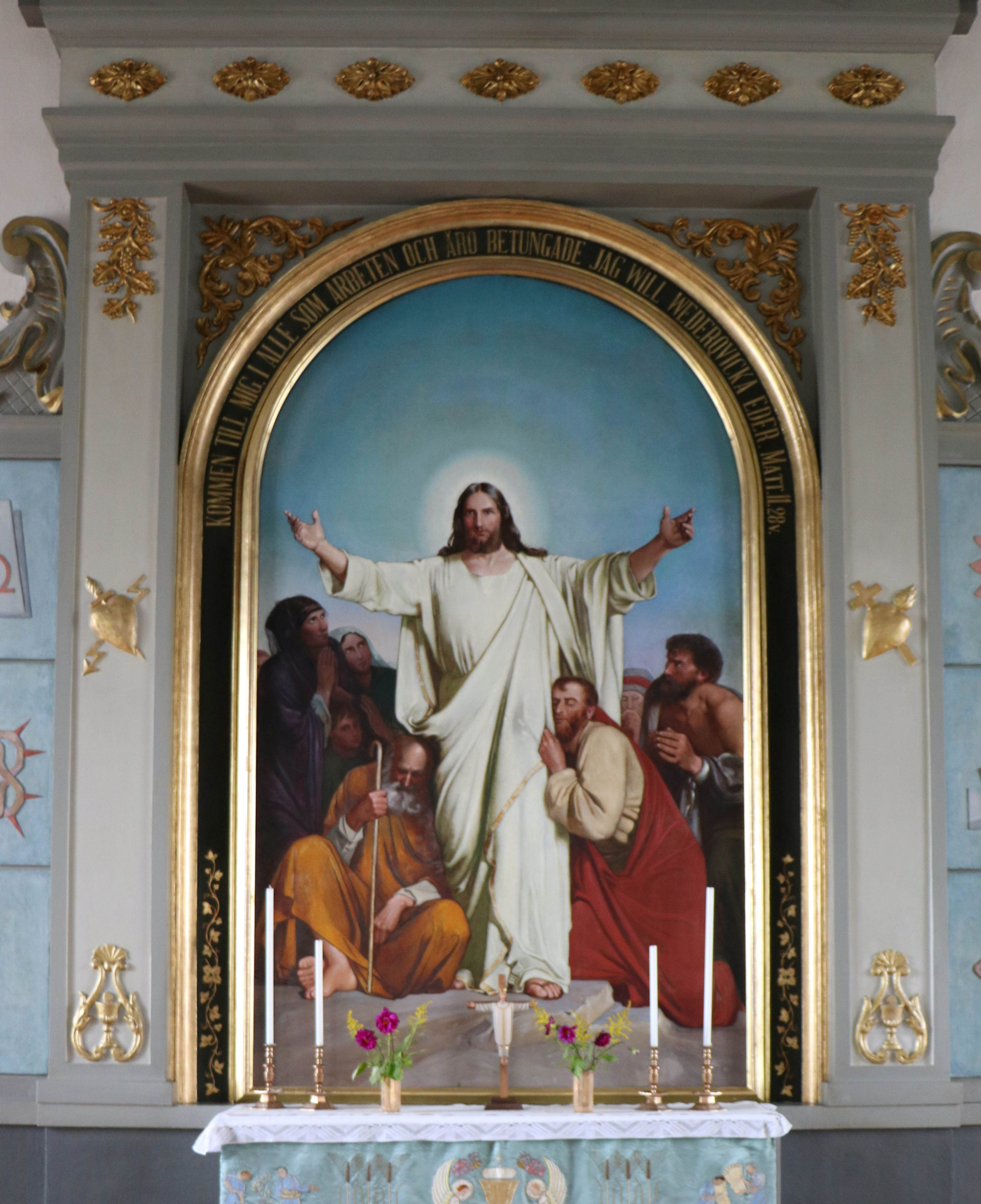
Altartavlan ”Christus Consolator”
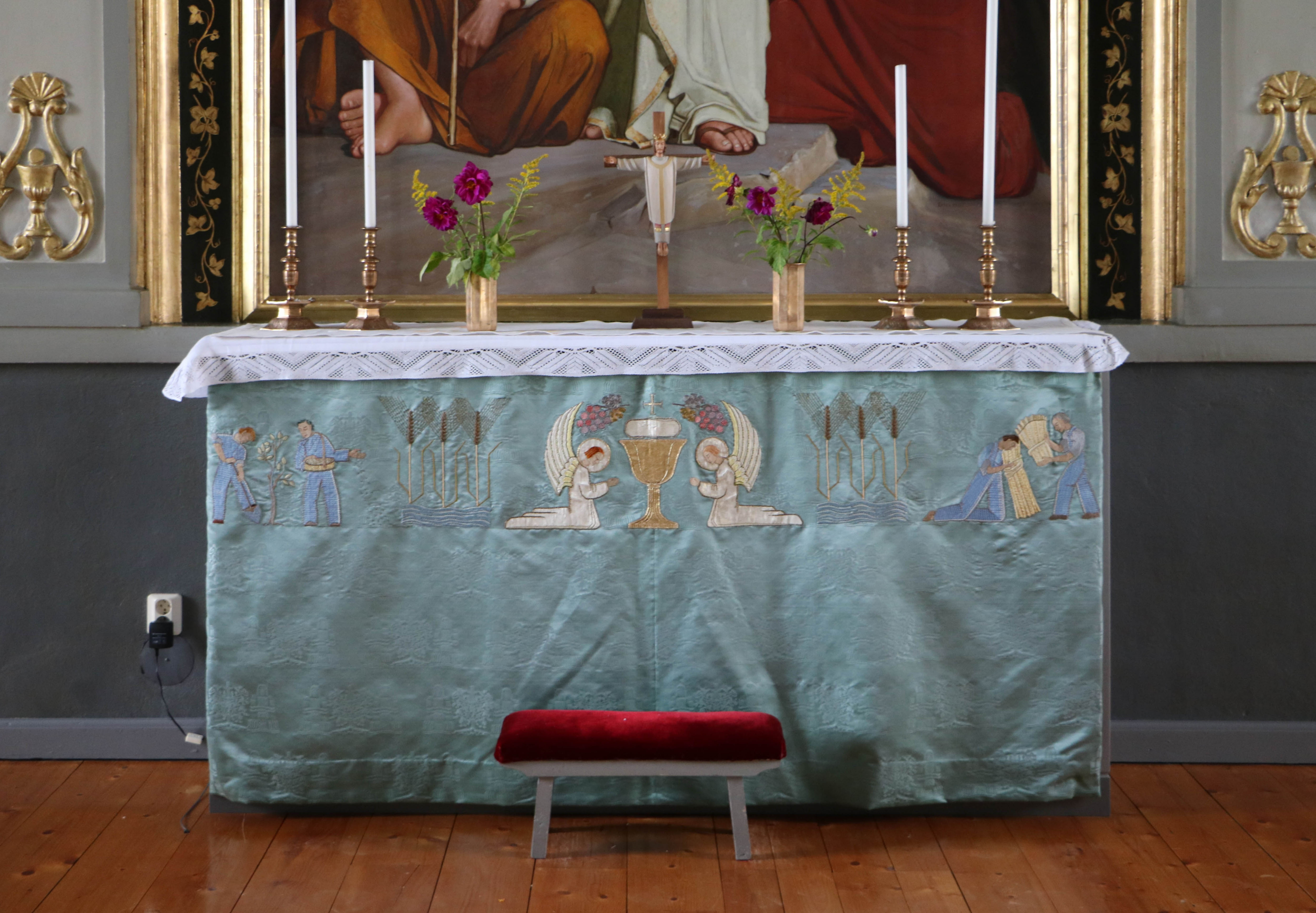
Altaret
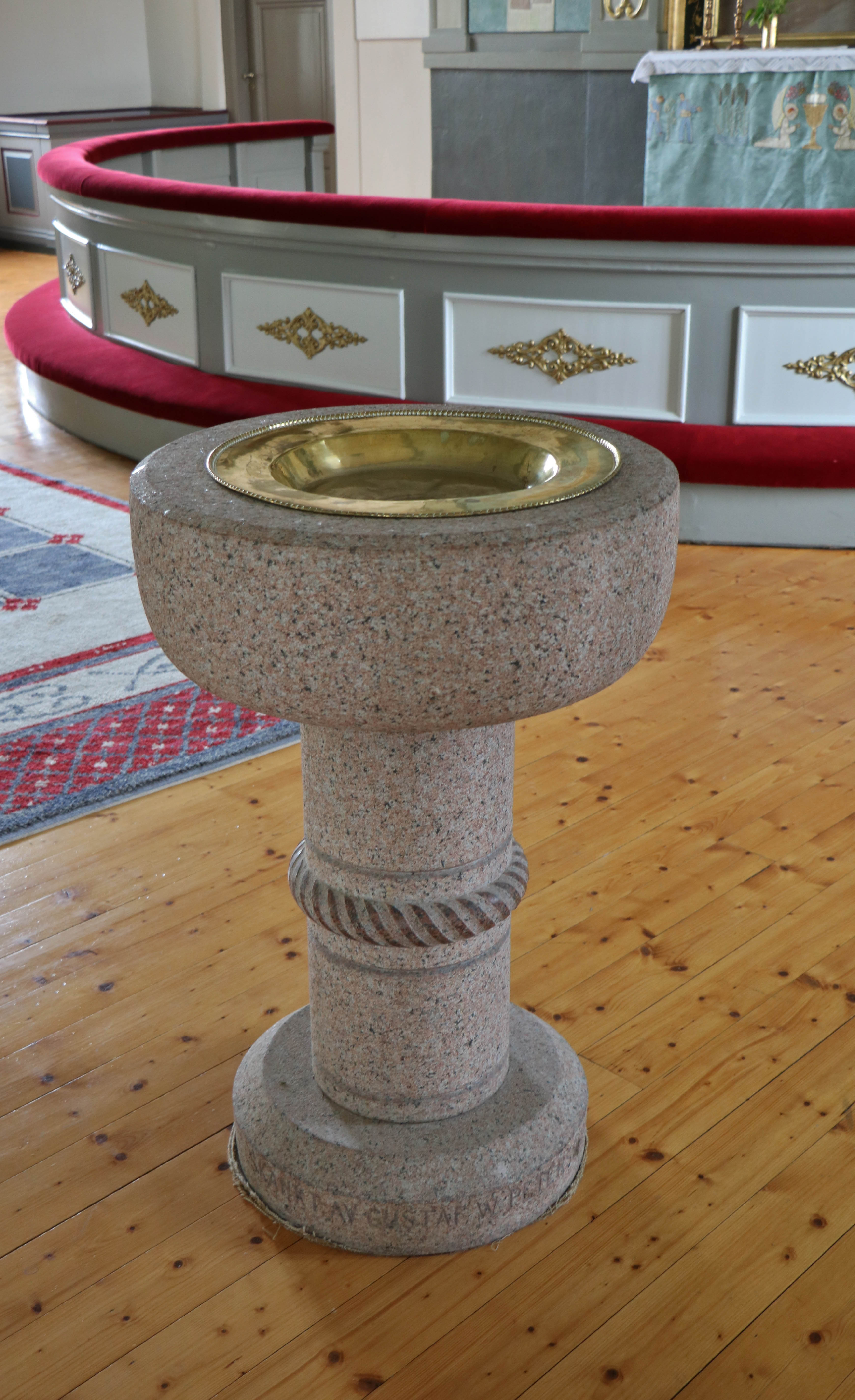
Dopfunt i sandsten
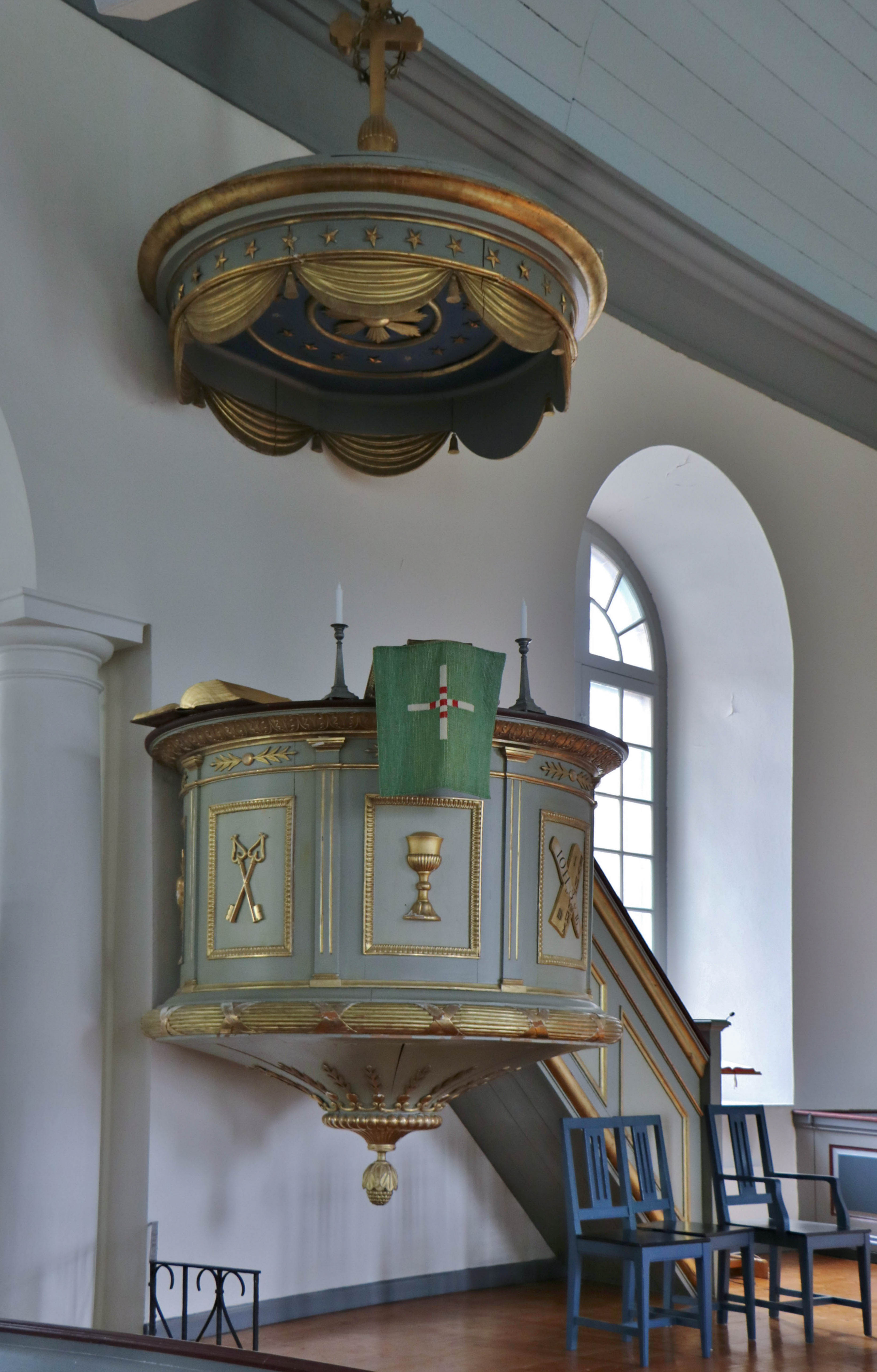
Predikstolen
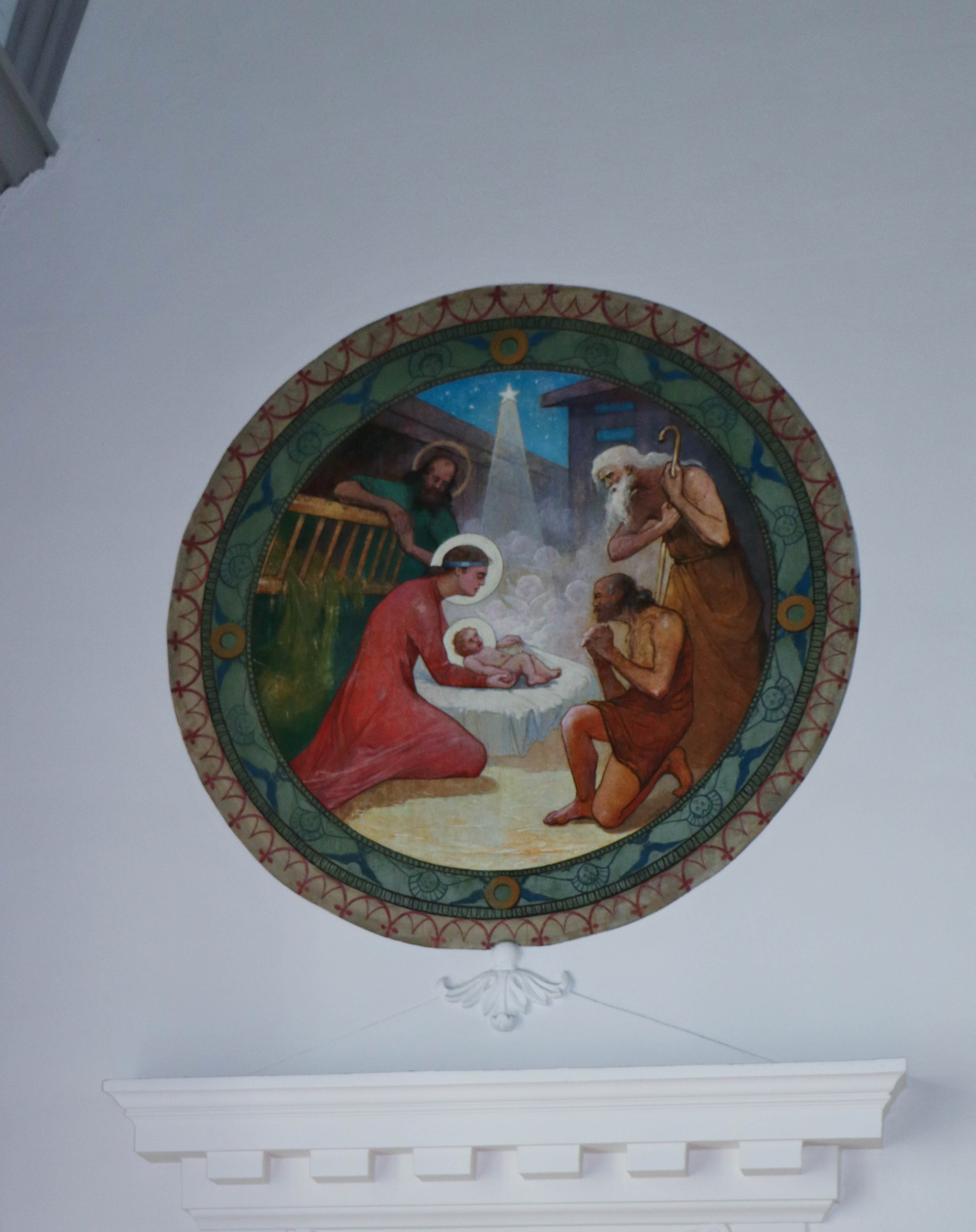
Medaljongmålning”Herdarnas tillbedjan ”
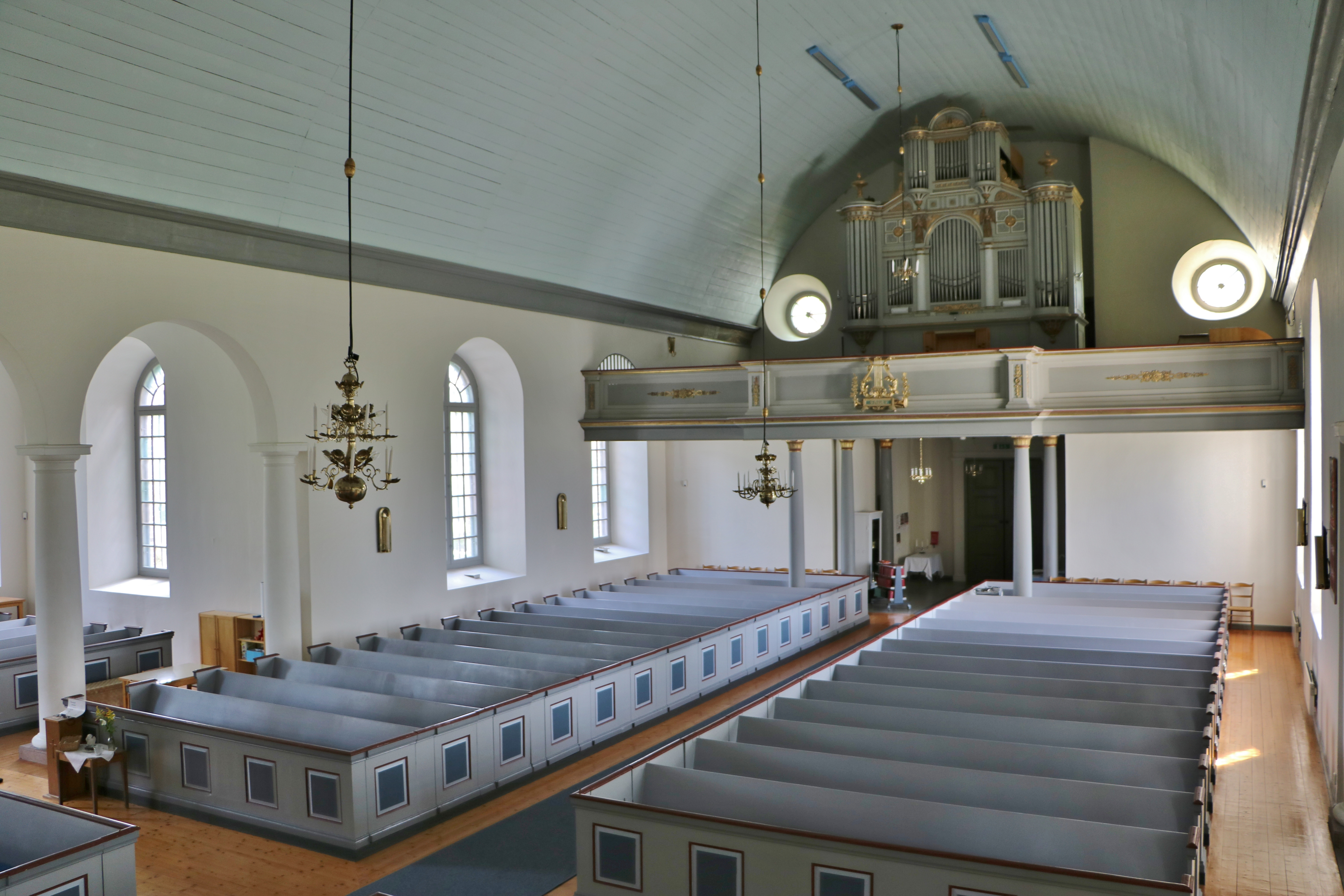
Kyrkorummet med orgelläktaren
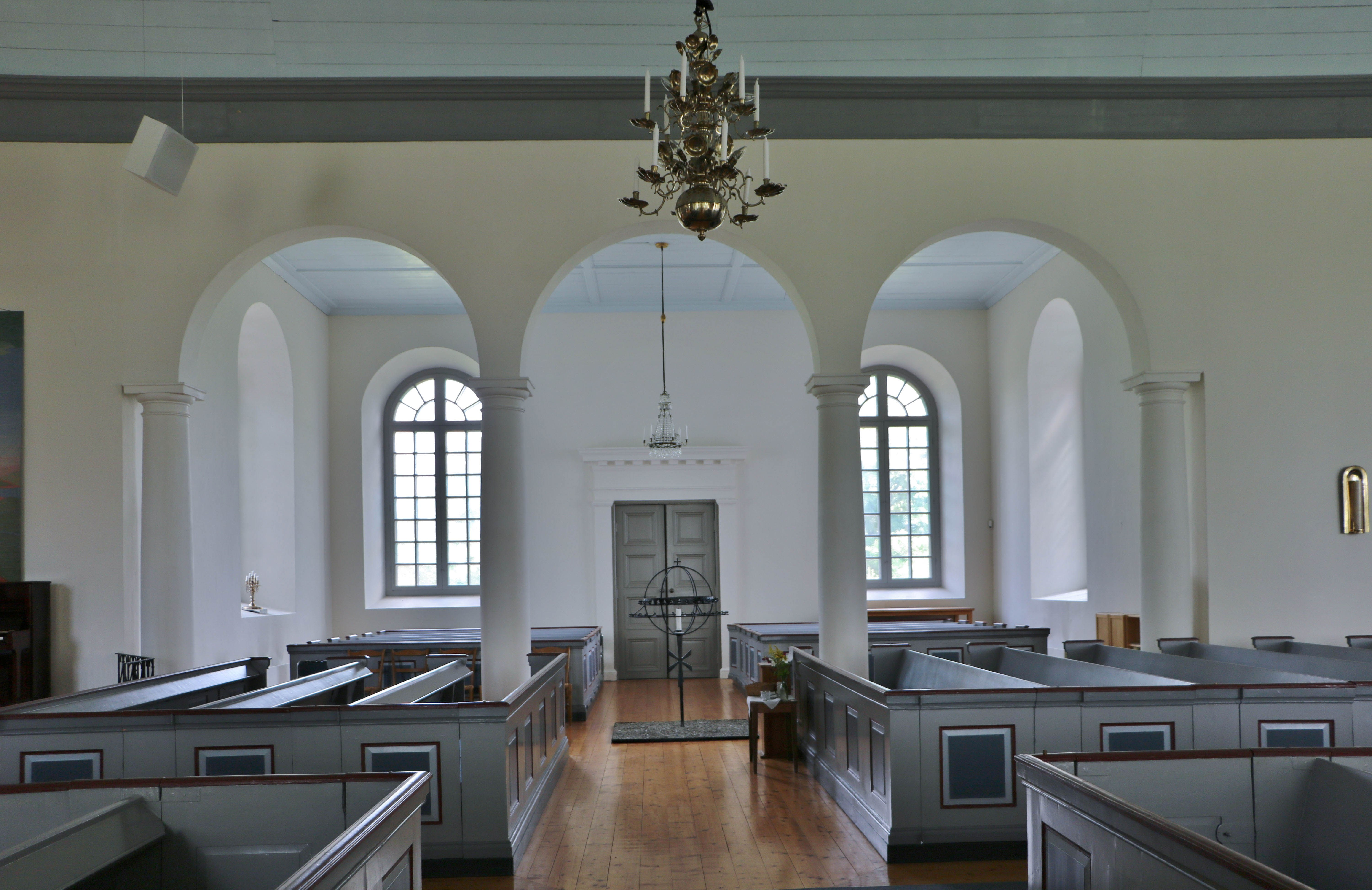
Östra korsarmen
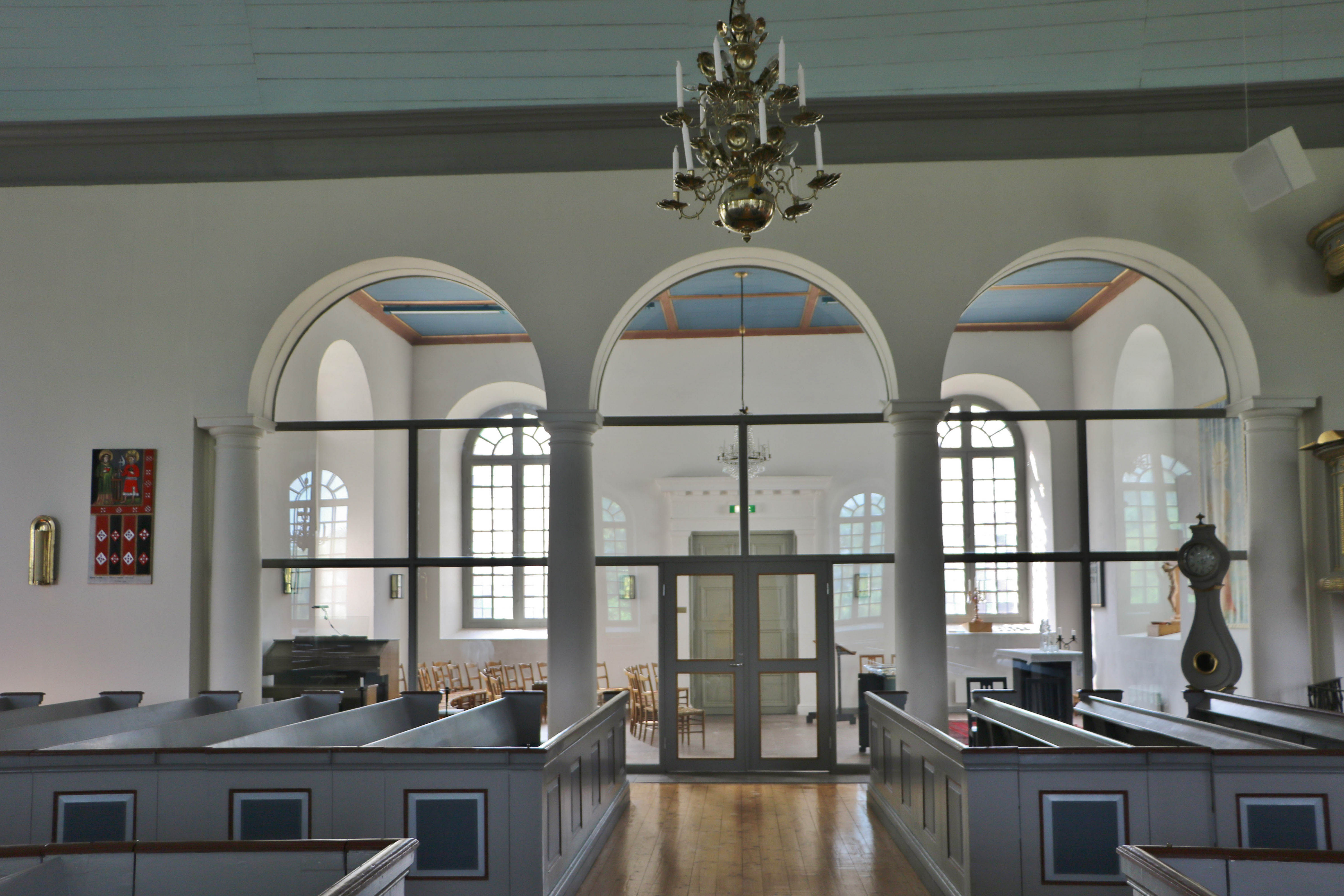
Västra korsarmen
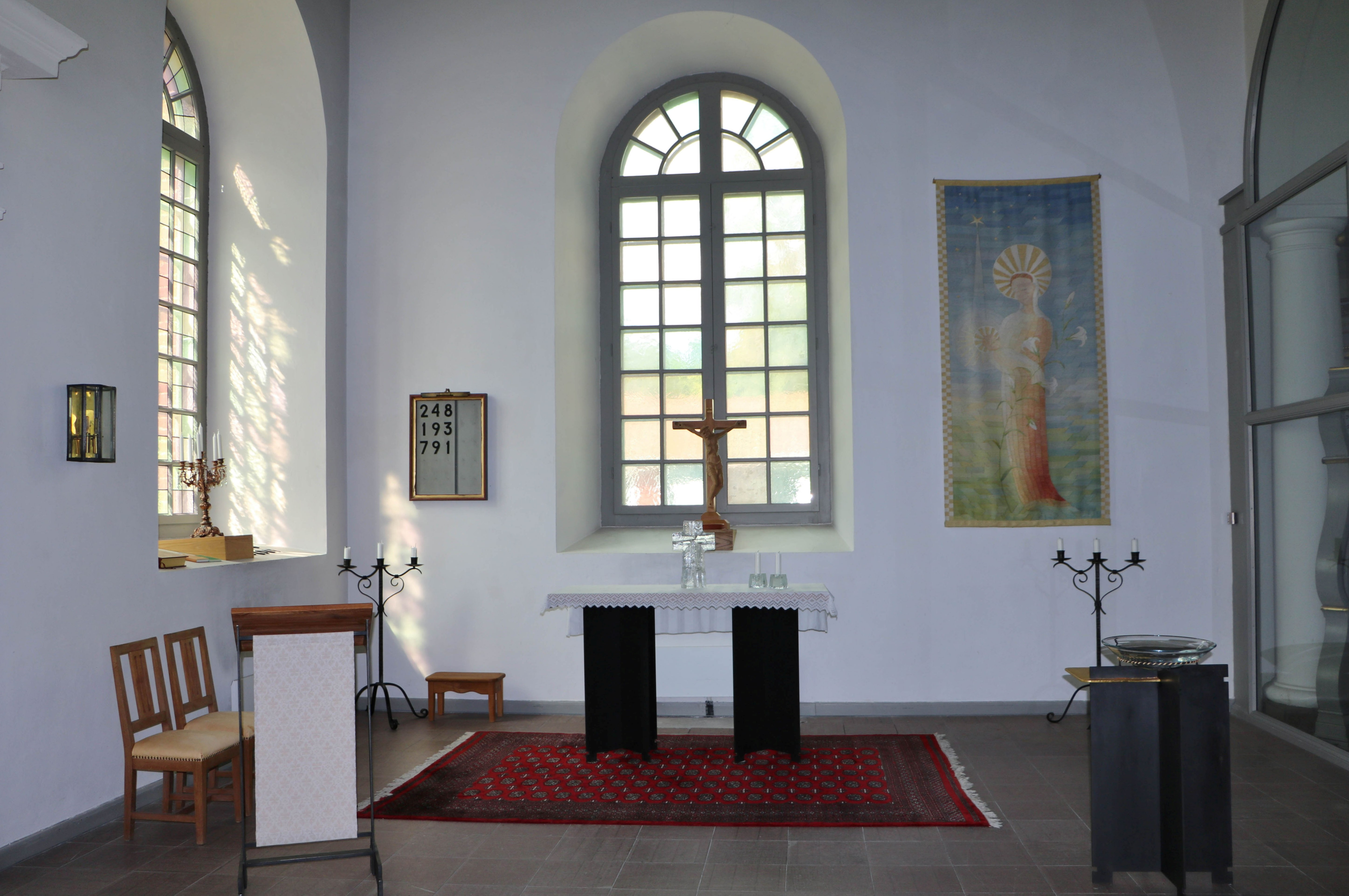
Sidokapellet

## Orgeln

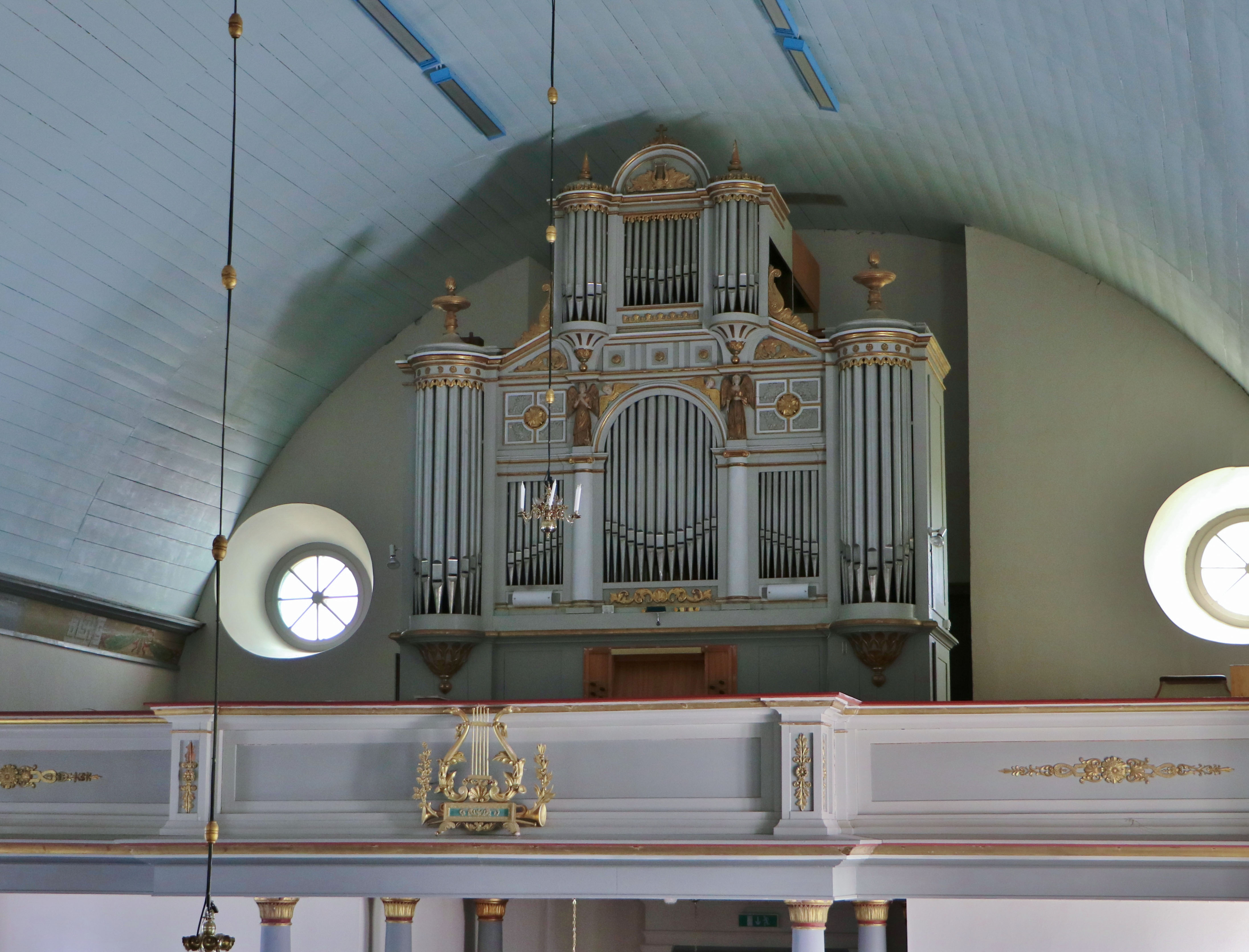
Läktarorgeln

- Orgeln är mekanisk och byggd 1857-1858 av Johannes Magnusson från Lemnhult tillsammans med Carl August Johansson från Broaryd[3]. Fasaden är utförd efter ritningar av A. Nyström. År 1937 blev orgeln ombyggd av Åkerman & Lund Orgelbyggeri. Anders Perssons Orgelbyggeri utförde 1974-1975 en restaurering och återställning av orgeln.

### Disposition
| Huvudverk I       | Öververk II         | Pedal         | Koppel |
| Borduna 16'       | Corno di basetto 8' | Subbas 16'    | I/P    |
| Principal 8'      | Gedackt 8'          | Violoncell 8' | II/P   |
| Gedackt 8'        | Fugara 8'           | Octava 4'     | II/I   |
| Viola di gamba 8' | Openfleut 4'        | Basun 16'     |        |
| Octava 4'         | Spetsfleut 4'       |               |        |
| Quinta 3'         |                     |               |        |
| Octava 2'         |                     |               |        |
| Trumpet 8'        |                     |               |        |